# Kotlarka (Mazovie)
Pour les articles homonymes, voir Kotlarka.
Kotlarka (prononciation : [kɔˈtlarka]) est un village polonais de la gmina d'Iłża dans le powiat de Radom de la voïvodie de Mazovie dans le centre-est de la Pologne.
Il se situe à environ 4 kilomètres au sud-est d'Iłża (siège de la gmina), 30 kilomètres au sud de Radom (siège de le powiat) et à 121 kilomètres au sud de Varsovie (capitale de la Pologne).

## Histoire
De 1975 à 1998, le village appartenait administrativement à la voïvodie de Radom.